# Карл фон Урсел
Карл Елизабет Конрард Алберт Филип Франсоа де Пауле Норберт фон Урсел (на френски: Charles Elisabeth Conrad Albert Philippe Francois de Paule Norbert d' Ursel; * 26 юни 1717, Брюксел, Белгия; † 11 януари 1775, Брюксел, Белгия) е от 1738 г. 2. херцог на Урсел и на Хобокен (при Антверпен) в Белгия, маршал на Брабант.
През 1771 г. Карл фон Урсел става рицар на Ордена на Златното руно.

## Произход
Син е на маршала на Брабант Конрад Алберт д'Урсел (1663/1665 – 1738), 1. херцог на Урсел и Хобокен, и съпругата му принцеса Елеонора Кристина Елизабет фон Залм (1678 – 1737), дъщеря на княз Карл Теодор Ото фон Залм (1645 – 1710) и пфалцграфиня Луиза Мария фон Пфалц-Зимерн (1646 – 1679).

## Фамилия
Карл фон Урсел се жени на 15 август 1740 г. за принцеса Мария Елеонора фон Лобковиц (* 17 октомври 1721, Прага; † 9 май 1756), дъщеря на княз Георг Кристиан фон Лобковиц (1686 – 1755) и графиня Мария Хенриета Каролина Терезия Йозефа фон Валдщайн-Вартенбург (1702 – 1780). Те имат децата:
- Шарлота Филипина Елизабет Елеонора (* 20 ноември 1741; † 17 април 1776, Виена), омъжена на 4 декември 1773 г. в Хинген за фрайхер Карл Леополд фон Щайн (* 27 декември 1729, Брюксел; † 5 март 1809, Нидер-Щотцинген)
- Мария Хенриета Кристина Леонарда (* 9 октомври 1744; † 4 септември 1810, Виена), принцеса, омъжена на 25 ноември 1776 г. в Брюксел за граф Йозеф Йохан де Ферарис (* 20 април 1726, Люневил; † 1 април 1814, Виена), австрийски фелдмаршал, картограф, масон
- Кристоф Луис Карл Леонард (* 1747, † 1776)
- Емануел Максимилиан (* 1748, † млад)
- Волфганг Гийом Йозеф Витал д'Урсел (* 28 април 1750, Брюксел; † 17 май 1804, Брюксел), 3. херцог д'Урсел, маршал на Бранбант, женен за Мария Флора Франсоаз Августина Каролина фон Аренберг (* 25 юни 1752, Брюксел; † 15 април 1832, Брюксел); имат син и две дъщери

## Галерия
- Замък Урсел
- Дворец Хобокен